# کارایوسف‌لو (یورغیر)
کارایوسف‌لو (به ترکی استانبولی: Karayusuflu) یک منطقهٔ مسکونی در ترکیه است که در یورغیر واقع شده‌است.